# Blooze
Blooze es un EP del guitarrista estadounidense Gilby Clarke, antiguo miembro de Kill for Thrills y de Guns N' Roses, grabado en el año de 1995 bajo el sello discográfico Virgin Records. El EP solo fue puesto a la venta en Japón.

## Lista de canciones
| N.º | Título                  | Escritor(es) | Duración |  |
| 1.  | «Tijuana Jail (Live)»   | Clarke       | 9:29     |  |
| 2.  | «Melting My Cold Heart» | Clarke       | 3:37     |  |
| 3.  | «Life's A Gas»          | Clarke       | 2:27     |  |
| 4.  | «He's A Whore»          | Clarke       | 2:44     |  |
| 5.  | «Skin & Bones»          | Clarke       | 3:17     |  |

## Miembros
- Gilby Clarke - Guitarra y voz
- Marc Danzeisen - Batería y coros
- Will Effertz - Bajo y coros
- Ryan Roxie - Guitarra
- Eric Scotis - Voces adicionales